# Henri Lambert (compositeur)
Pour les articles homonymes, voir Henri Lambert et Lambert.
Henri Lambert, né le 20 octobre 1825 à Versailles et mort dans la même ville le 30 octobre 1906, est un compositeur, professeur de musique et organiste français.

## Biographie

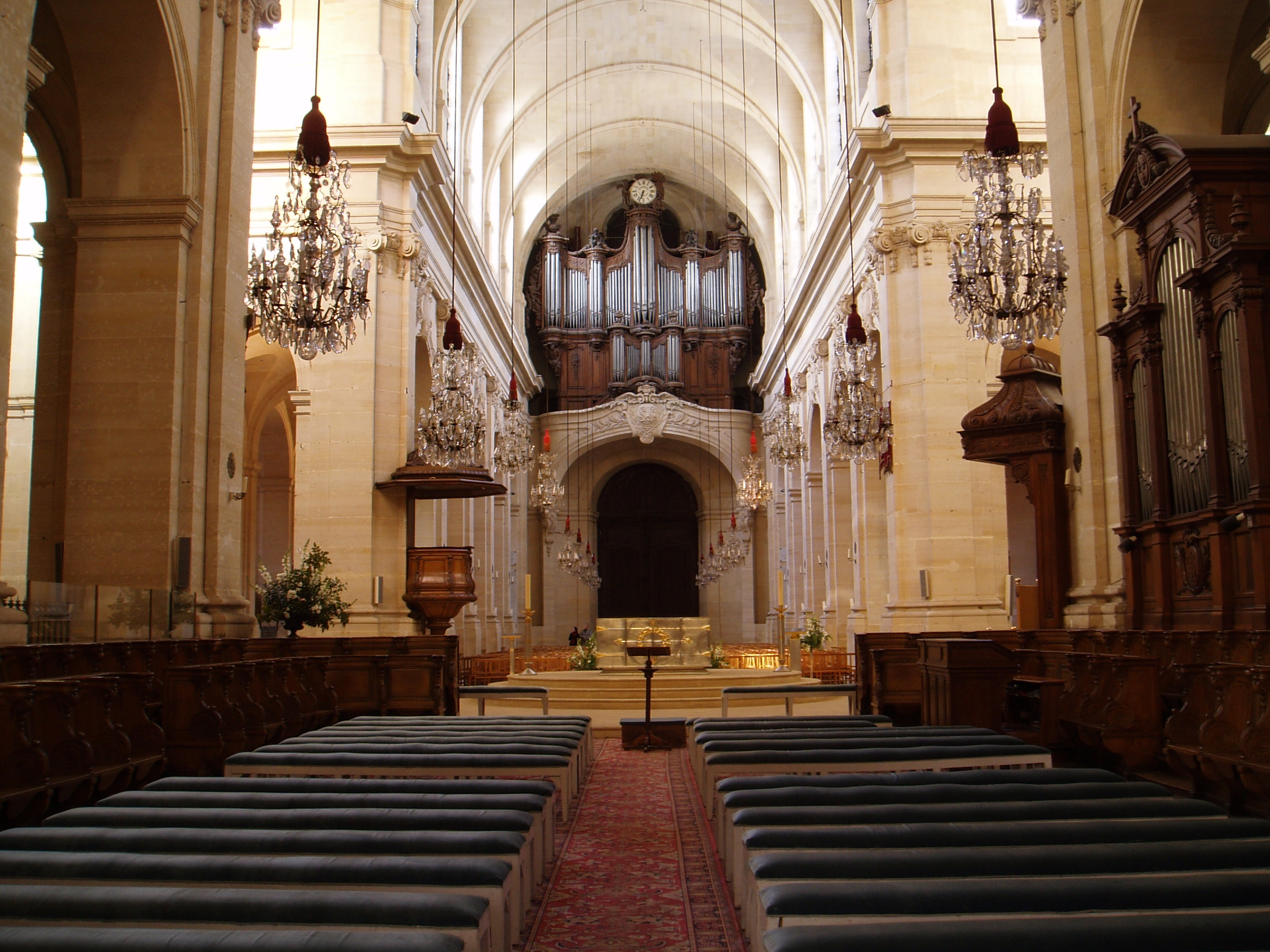
Nef et orgue de la cathédrale Saint-Louis de Versailles.

Henri Clément Lambert naît à Versailles le 20 octobre 1825,.
C'est un compositeur de musique classique et une personnalité musicale de sa ville natale, officier de l'Instruction publique,. Il est professeur de musique vocale au Lycée de Versailles, directeur de la société orphéonique de la ville,. Il est également titulaire des orgues de la cathédrale Saint-Louis de Versailles,.
Henri Lambert est notamment connu pour avoir été le professeur d'écriture (harmonie et contrepoint) d'Augusta Holmès,.
Comme compositeur, il est l'auteur de plusieurs pièces de musique religieuse, pièces pour piano et mélodies.
Il meurt à Versailles le 30 octobre 1906, et est inhumé en novembre.